# D (linguagem de programação)
D é uma linguagem de programação de uso geral projetada por Walter Bright da Digital Mars. É baseada majoritariamente em C++, apesar de não ser apenas uma variante. A versão estável da primeira especificação (v1.0) foi lançada em janeiro de 2007. O código D nativo é geralmente tão rápido quanto o código C ++ equivalente, embora seja mais curto e economize memória .

## Histórico
A linguagem D foi criada por Walter Bright, desenvolvedor de compiladores para as linguagens C e C++ e fundador da Digital Mars. Foi concebida em dezembro de 1999 para ser uma sucessora das linguagens C e C++.
É uma linguagem de programação de sistemas, focada em combinar o alto desempenho das linguagens C e C++ com a produtividade de outras linguagens modernas, tais como Ruby e Python.

## Características
A linguagem D apresenta, dentre outras características:
- Fortemente tipada estaticamente;
- Compilada para código nativo;
- Multiparadigma: suporta os estilos imperativo, orientado a objetos e multiprogramação de template;
- Projetada para a orientação a objetos e programação genérica;
- Pertencente à família com sintaxe semelhante à Linguagem C, com aparência próxima à Linguagem C++ (Compatibilidade com códigos objeto C);
- Arranjos dinâmicos e associativos;
- Presença de coletor de lixo;
- inline Assembler.

## Principais metas de D
- Reduzir os custos de desenvolvimento de software em ao menos 10% com adição de produtividade comprovada, realçando características e ajustando características da linguagem de modo que erros comuns e bugs, que consomem tempo, sejam eliminados;
- Torná-la fácil para escrever código que seja portável de compilador para compilador, máquina para máquina, e sistema operacional para sistema operacional;
- Suportar multi-paradigmas de programação, isto é, com um mínimo de suporte a paradigmas imperativos, estruturados, orientados a objetos, e programação genérica;
- Ter uma curta linha de aprendizagem para programadores acostumados com programação em C ou C++;
- Tornar D substancialmente mais fácil para implementar um compilador próprio que C++;
- Ser compatível com as APIs C locais;
- Ter uma gramática livre de contexto;
- Incorporar metodologia de Programação de Contrato e teste de unidade;
- Ser capaz de construir programas leves por si próprio;
- Reduzir os custos da criação de documentação.

## Exemplos de Códigos

### Olá Mundo
```
import
 
std
.
stdio
;

void
 
main
()

{

   
writefln
(
"Olá, Mundo!"
);

}

```

ou, equivalente:
```
import
 
core
.
stdc
.
stdio
;

void
 
main
()

{

   
printf
(
"Olá, Mundo!\n"
);

}

```

### N-Primeiros Números Perfeitos
```
/*

Para
 
compilar
:

rdmd
 
NumerosPerfeitos
.
d

*
 
/

import
 
core
.
stdc
.
stdio
;

void
 
main
(
char
[][]
 
args
)

{

    
int
 
n
;
 
// n primeiros números perfeitos

    
int
 
num
 
=
 
0
;

    
int
 
soma
;

    
int
 
contador
 
=
 
0
;

    
printf
(
 
"Entre com o valor de 'N': "
);

    
scanf
(
"%d"
,
 
&
n
);

    
printf
(
 
"\nOs N primeiros numeros perfeitos sao:\n"
);

    
do

    
{

        
num
 
+=
 
1
;

        
soma
 
=
 
0
;

        
for
 
(
 
int
 
i
=
1
;
 
i
 
<=
 
num
-
1
 
;
 
i
++
 
)

        
{

            
if
(
 
(
num
 
%
 
i
)
 
==
 
0
 
)

            
{

                
soma
 
+=
 
i
;

            
}

        
}

        
if
 
(
 
soma
 
==
 
num
 
)

        
{

            
printf
(
"%d\n"
,
 
soma
);

            
contador
 
+=
 
1
;

        
}

    
}
while
 
(
contador
 
!=
 
n
);

}

/*

NÚMEROS
 
PERFEITOS

-
 
Um
 
número
 
se
 
diz
 
perfeito
 
se
 
é
 
igual
 
a
 
soma
 
de
 
seus
 
divisores
 
próprios
.

-
 
Divisores
 
próprios
 
de
 
um
 
número
 
positivo
 
N
 
são
 
todos
 
os
 
divisores
 
inteiros
 
positivos
 
de
 
N
 
exceto
 
o
 
próprio
 
N
.
'
);

-
 
Por
 
exemplo
,
 
o
 
número
 
6
,
 
seus
 
divisores
 
próprios
 
são
 
1
,
 
2
 
e
 
3
,
 
cuja
 
soma
 
=
 
6
 
(
1
 
+
 
2
 
+
 
3
 
=
 
6
);

  
Outro
 
exemplo
 
é
 
o
 
número
 
28
,
 
cujos
 
divisores
 
próprios
 
são
 
1
,
 
2
,
 
4
,
 
7
 
e
 
14
,
 
e
 
a
 
soma
 
dos
 
seus
 
divisores
 
próprios

  
é
 
28
 
(
1
 
+
 
2
 
+
 
4
 
+
 
7
 
+
 
14
 
=
 
28
)

*
 
/

```

### Classes
```
class
 
A

{

   
public
 
this
()
 
//Construtor

   
{

      
x
 
=
 
10.0
 
+
 
7
i
;

   
}

   
private
 
cfloat
 
x
;
 
//número complexo

}

class
 
B
 
:
 
A

{

   
public
 
this
()

   
{

      
super
();
 
//Chama o construtor da classe pai

   
}

}

```

### Arrays
```
//Arranjos dinâmicos:

int
[]
 
a
;

a
.
length
 
=
 
10
;
 
//comprimento igual a 10 posições

a
 
=
 
50
;
 
//a[0], a[1] ... a[9]= 50

a
 
~=
 
48
;
 
//adiciona uma posição ao array e atribui 48 a ela

int
[]
 
b
;

for
(
int
 
i
=
0
;
 
i
<
30
;
 
i
++)

{

   
b
 
~=
 
i
;

}

int
[]
 
c
;

c
 
=
 
b
[
1..10
];
 
//c[0]= b[1], c[1] =b[2] ... c[8]= b[9]

int
[]
 
d
;

d
 
=
 
a
 
~
 
c
;
 
// d[0]=a[0],d[1]=a[1]...,d[10]=a[10],d[11]=c[0]... d[19]=c[8]

int
*
 
p
 
=
 
b
.
ptr
;
 
//p aponta para o primeiro elemento de b

for
(
int
 
i
 
=
 
0
;
 
i
 
<
 
b
.
length
;
 
i
++)

   
printf
(
"%d\n"
,
 
*(
p
+
i
));

c
.
sort
;
 
//ordena o vetor c

```

```
//Arranjos associativos:

int
[
char
[]]
 
a
;
 
//array associativo

a
[
"hello"
]
 
=
 
4
;

a
[
"tchau"
]
 
=
 
10
;

a
[
"oi"
]
 
=
 
50
;

a
[
"nome"
]
 
=
 
70
;

int
*
 
p
;

p
 
=
 
(
"tchau"
 
in
 
a
);
 
//p aponta para uma chave de índice "tchau" e se ela

                   
//não existir, p será igual a null

if
(
p
 
!=
 
null
)
 
//encontrou o índice

{

   
printf
(
"%d\n"
,
 
*
p
);

}

a
.
remove
(
"oi"
);
 
//remove a chave "oi"

```

```
uint
 
toHash
(
char
[]
 
str
)

{

   
uint
 
hash
;

   
foreach
 
(
char
 
c
;
 
str
)

      
hash
 
=
 
(
hash
 
*
 
9
)
 
+
 
c
;

   
return
 
hash
;

}

```

é o mesmo que
```
uint
 
toHash
(
char
[]
 
str
)

{

   
uint
 
hash
;

   
for
(
int
 
i
=
0
;
 
i
<
str
.
length
;
 
i
++)

   
{

      
char
 
c
 
=
 
str
[
i
];

      
hash
 
=
 
(
hash
 
*
 
9
)
 
+
 
c
;

   
}

   
return
 
hash
;

}

```